# Mitsuo Ogasawara
Pour les articles homonymes, voir Ogasawara.
Mitsuo Ogasawara (小笠原 満男, Ogasawara Mitsuo) est un footballeur japonais né le 5 avril 1979 à Morioka dans la Préfecture d'Iwate.

## Palmarès
- Championnat du Japon :
  - Champion en 1998, 2000, 2001, 2007, 2008, 2009 et 2016 (Kashima Antlers).

- Coupe du Japon :
  - Vainqueur en 2000, 2007, 2010 et 2016 (Kashima Antlers).
  - Finaliste en 2002 (Kashima Antlers)

- Coupe de la Ligue japonaise :
  - Vainqueur en 2000, 2002, 2011, 2012 et 2015 (Kashima Antlers)
  - Finaliste en 1999, 2003 et 2006 (Kashima Antlers)

- Supercoupe du Japon :
  - Vainqueur en 1998, 1999, 2009, 2010 et 2017 (Kashima Antlers)
  - Finaliste en 2001, 2002, 2008 et 2011 (Kashima Antlers)

- Coupe d'Asie des nations :
  - Vainqueur en 2004 ( Japon).

## Distinctions
- J. League Best Eleven : 2001, 2002, 2003, 2004, 2005 et 2009

## International
- 1re sélection : Japon - Ukraine (1-0), 21 mars 2002
- Il participe à la coupe du monde de football 2006 avec le Japon.
- 53 sélections (2002-2006) pour 7 buts donc un but magistral contre la Finlande en 2006.

## Divers
Après le séisme du 11 mars 2011, il a créé l'association Tohokujin Spirit qui aide le Japon à reconstruire les infrastructures footballistiques,.